# Hato Mayor
Hato Mayor ist eine Provinz im Osten der Dominikanischen Republik. Bis 1992 gehörte die Provinz zur Provinz El Seibo.

## Wichtige Städte und Ortschaften
- Hato Mayor del Rey, Provinzhauptstadt
- El Valle
- Guayabo Dulce
- Mata Palacio
- Yerba Buena
- Sabana de la Mar
- Elupina Cordero de las Cañitas